# Cuáhuatl
Cuáhuatl är en ort i Mexiko.   Den ligger i kommunen Xilitla och delstaten San Luis Potosí, i den centrala delen av landet, 220 km norr om huvudstaden Mexico City. Cuáhuatl ligger 653 meter över havet och antalet invånare är 169.
Terrängen runt Cuáhuatl är kuperad åt nordost, men åt sydväst är den bergig. Runt Cuáhuatl är det ganska tätbefolkat, med 90 invånare per kvadratkilometer. Närmaste större samhälle är Villa Terrazas, 10,3 km nordost om Cuáhuatl. I omgivningarna runt Cuáhuatl växer i huvudsak städsegrön lövskog.